# Žemaitukas
Le Žemaitukas (ou Zhmud, Jmoud, Zhemaichu. Pluriel : Žemaitukai, soit littéralement « petit Samogitien ») est une race de poneys native de Lituanie. Son origine reste incertaine. Il est lié à un groupe autochtone de races équines issues du cheval des forêts et du Konik polonais, tous deux descendants probables des Tarpans sauvages. Cette race est bien connue depuis les VIe et VIIe siècles, son ancienneté lui conférant une importante valeur patrimoniale et génétique. 
Le Žemaitukas sert de cheval militaire pendant les croisades baltes. Jadis populaire, il frôle l'extinction avec l'évolution des besoins agricoles et la Seconde Guerre mondiale.
Poney multitâche au profil concave, dont la robe est exprimée par le gène Dun, le Žemaitukas a contribué à la création du Trakehner. Il fait désormais partie du patrimoine national de son pays. En 2010, la population totale est estimée à seulement 400 individus, ce qui le place parmi les races domestiques rares en danger critique d'extinction.

## Dénomination
Leonid de Simonoff et Jean de Moerder traduisent le nom de cette race par « Jmoud » en français.

## Histoire
Connus dans les sources écrites depuis les VIe et VIIe siècles, les Žemaitukai se taillent une réputation comme chevaux de bataille pendant les croisades baltes. Au cours des siècles, la race est influencée par des chevaux tatars et russes, des races polonaises légères, et d'autres. Autrefois largement répandue, elle s'est presque éteinte à trois reprises. Au XIXe siècle, de nouvelles machines agricoles rendent nécessaires des chevaux plus grands et plus forts. Par conséquent, les Žemaitukai sont croisés avec des Trakehners, des Arabes, et des chevaux de trait, menaçant leur survie en race pure. La race est sauvée par la famille Ogiński, qui établit des élevages à  Raseiniai, Plungė et Rietavas entre 1881 et 1890. Les Oginskis popularisent la race et exposent au Salon international de l'agriculture en 1900, où leurs chevaux remportent deux médailles d'or et une médaille d'argent. À la fin de la Seconde Guerre mondiale, les Allemands prennent tous les chevaux Žemaitukai du haras de Gruzdžiai. Un seul élevage est retrouvé en 1958 à Užventis. L'élevage est transféré au haras national de Vilnius, où une nouvelle génération de chevaux Žemaitukai voit le jour. Un nouveau défi se présente avec la dislocation de l'URSS et la rapide décollectivisation en 1990. Les chevaux, qui appartiennent à des kolkhozes (fermes collectives), sont distribués à des propriétaires privés qui, souvent, montrent peu d'intérêt pour la survie de la race. En 1994, seuls 30 individus adultes sont recensés.

## Description

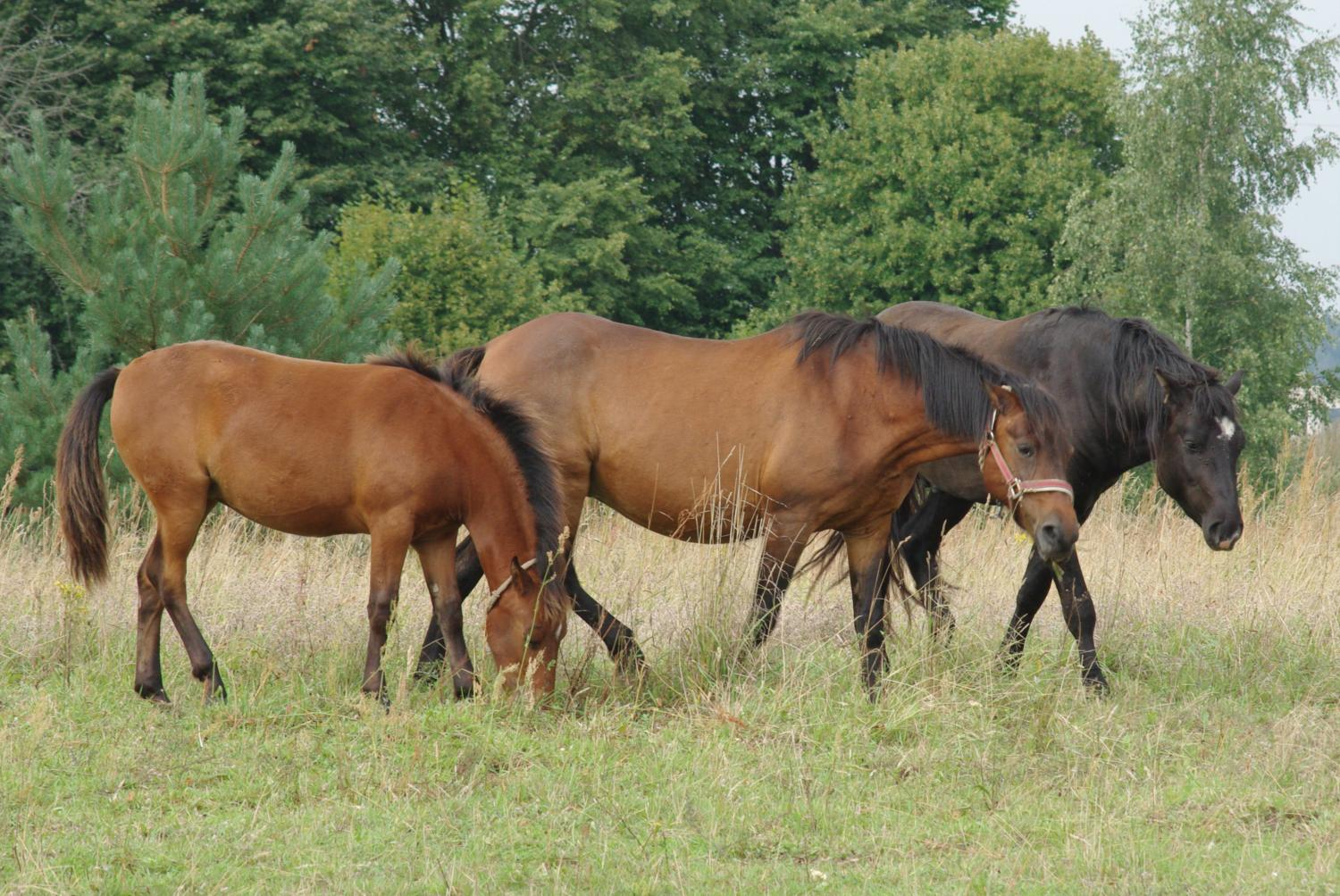
Groupe de Žemaitukai.

Du sang arabe a influencé la race au XIXe siècle, donnant au Žemaitukas un profil concave. Ces croisements avec l'Arabe ont aussi entraîné une distinction entre deux types : ceux ayant le plus de sang arabe sont considérés comme des chevaux de selle et les autres, plus proches de la race indigène, sont aussi plus adaptés aux travaux agricoles. Après la Seconde Guerre mondiale, la distinction disparaît. Les croisements (limités) avec le Suédois du Nord ont entraîné une augmentation de la taille et de la masse des animaux, afin qu'ils puissent être utilisés pour l'attelage et le travail. Le Žemaitukas mesure habituellement entre 1,28 m et 1,42 m de haut, ce qui le place parmi les grands poneys.
Des études ont été menées sur son patrimoine génétique, car il semble posséder des caractéristiques uniques. Le séquençage de son ADN mitochondrial a indiqué que l'un de ses haplotypes est semblable à un très vieil haplotype présent chez les races de chevaux de la région Nord-Est européenne. En 2004, une étude scientifique a révélé l'existence d'un allèle nommé « T », fréquent chez les Žemaitukai mais observé de très rares fois parmi les autres races de chevaux testées. Une conférence de l'Organisation des Nations unies pour l'alimentation et l'agriculture (FAO) a reconnu les Žemaitukai comme une race d’intérêt international. Il est inclus dans la liste mondiale de surveillance de la diversité des animaux domestiques.
La race a fait l'objet d'une étude visant à déterminer la présence de la mutation du gène DMRT3 à l'origine des allures supplémentaire : cette étude a permis de confirmer l'absence de cette mutation chez le Žemaitukas, de même que l'absence d'animaux ambleurs. 

### Robe
Ces chevaux portent habituellement une robe avec le gène Dun (bai dun ou souris), et donc fréquemment une raie de mulet avec d'autres marques primitives. Ils peuvent aussi être bais sous toutes les nuances, noirs ou palomino.

### Tempérament
Ces poneys sont réputés robustes. Ils possèdent une excellente endurance, une bonne résistance aux maladies, et un tempérament volontaire.

## Utilisations

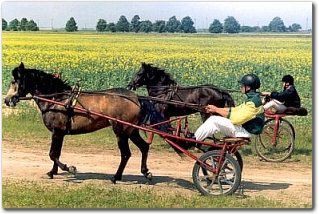
Žemaitukas attelé.

Le Žemaitukas est une race multi-usages qui peut à la fois être montée, employée aux travaux agricoles, ou encore croisée avec des chevaux plus grands et plus légers pour donner des animaux de sport.

## Diffusion de l'élevage
Le haras national de Vilnius a conservé ses chevaux et demeure le centre d'élevage majeur. En 2010, on recense 98 chevaux Žemaitukai au total. D'après l'évaluation de la FAO réalisée en 2007, la race est en danger critique d'extinction et sous mesures de protection (statut « CM », critical but maintened). Le Žemaitukas est considéré par l'étude de l'université d'Uppsala (2010) comme une race locale européenne en danger critique d'extinction.